# Сажаевка
Сажаевка (каз. Сажаевка) — село в Зыряновском районе Восточно-Казахстанской области Казахстана. Входит в состав Октябрьской поселковой администрации. Находится примерно в 47 км к западу от районного центра, города Зыряновска. Код КАТО — 634841300.

## Население
В 1999 году население села составляло 200 человек (104 мужчины и 96 женщин). По данным переписи 2009 года, в селе проживали 72 человека (36 мужчин и 36 женщин).